# Oostenrijkse presidentsverkiezingen 1998
De tiende verkiezingen voor een bondspresident tijdens de Tweede Oostenrijkse Republiek vonden op 26 april en 19 april 1998 plaats. De verkiezingen werden gewonnen door de zittend bondspresident Thomas Klestil (partijloos) wiens kandidatuur werd ondersteund door de Österreichische Volkspartei (ÖVP) en Sozialdemokratische Partei Österreichs (SPÖ).
Aan de presidentsverkiezingen namen, naast Klestil, nog vier andere kandidaten deel.

## Kandidaten
| Afbeelding                                   | Kandidaat         | Partij      | Opmerking                               |
| -------------------------------------------- | ----------------- | ----------- | --------------------------------------- |
|                                              |                   |             |                                         |
|                                              | Thomas Klestil    | Partijloosa | Zittend bondspresident; oud-diplomaat   |
|                                              |                   |             |                                         |
|                                              | Gertraud Knoll    | Partijloos  | Predikante                              |
|                                              |                   |             |                                         |
|                                              | Heide Schmidt     | LIF         | In 1992 presidentskandidaat voor de FPÖ |
|                                              |                   |             |                                         |
|                                              | Richard Lugner    | Partijloos  | Ondernemer (projectontwikkelaar)        |
|                                              |                   |             |                                         |
|                                              | Karl Walter Nowak | Partijloos  | Auteur                                  |
|                                              |                   |             |                                         |
| a Kandidatuur gesteund door de ÖVP en de SPÖ |                   |             |                                         |

## Uitslag
| Kandidaat                   | Kandidaat                   | Partij                | Stemmen   | Percentage |
| --------------------------- | --------------------------- | --------------------- | --------- | ---------- |
|                             | Thomas Klestil              | Partijloos            | 2.644.034 | 63,4%      |
|                             | Gertraud Knoll              | Partijloos            | 566.551   | 13,6%      |
|                             | Heide Schmidt               | Liberales Forum (LIF) | 464.625   | 11,1%      |
|                             | Richard Lugner              | Partijloos            | 413.066   | 9,9%       |
|                             | Karl Walter Nowak           | Partijloos            | 81.043    | 1,9%       |
| Ongeldige en blanco stemmen | Ongeldige en blanco stemmen |                       | 181.953   | 4,82%      |
| Totaal (Opkomst 74,40%)     | Totaal (Opkomst 74,40%)     |                       | 4.169.319 | 100%       |

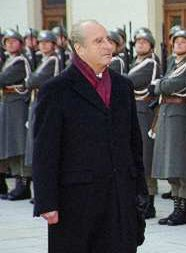
Thomas Klestil (Partijloos)